# セルゲイ・ゴルシコフ
セルゲイ・ゲオールギエヴィチ・ゴルシコフ（ロシア語: Серге́й Гео́ргиевич Горшко́в〔スェルギェーイ・ギオールギェヴィチュ・ガルシュコーフ〕；ラテン文字表記の例:Sergei Georgievich Gorshkov、1910年2月26日(ユリウス暦2月13日) - 1988年5月13日）は、ソ連海軍の軍人。ソ連海軍総司令官、ソ連邦海軍元帥。ソ連邦英雄（2度）。
冷戦下においてソ連海軍の近代化に尽くし、沿岸警備艦隊に過ぎなかったソ連海軍を一大外洋艦隊へと変貌させた。

## 経歴

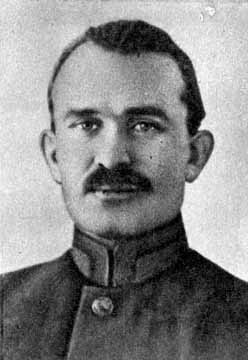
極東海軍在籍時のゴルシコフ

1910年、カーメネツ・ポドリスク市（現ウクライナ・カームヤネツィ＝ポジーリシクィイ）に生まれる。1926年、レニングラード大学物理・数学部に入学したが、1927年、フルンゼ名称レニングラード海軍学校に入校し直し、1931年に卒業する。卒業後、黒海艦隊に配属されたが、1932年、極東海軍（1935年から太平洋艦隊）に転属。駆逐艦の航海士から巡洋艦旅団長までを歴任。
第二次世界大戦は黒海艦隊で迎え、1941年9月、ソ連最年少（31歳）の提督となった。同年10月、アゾフ小艦隊司令官に任命され、ケルチ半島上陸作戦に従軍し功績を挙げる。1942年9月、第47軍を臨時に指揮し、ノヴォロシースクを防衛。1943年、アゾフ小艦隊司令官に復帰。同年末、ドナウ小艦隊司令官に任命。1944年10月、黒海艦隊の戦隊司令官に任命。
戦後、黒海艦隊参謀長（1948年～1951年）、司令官（1951年～1955年）、海軍第一副総司令官（1955年～1956年）を歴任。
1956年、フルシチョフに任命される形でニコライ・クズネツォフ元帥の後任としてソビエト海軍総司令官/国防次官に就任する。フルシチョフ失脚後もブレジネフ、アンドロポフ、チェルネンコ時代を通じてその地位を維持しながらも、潜水艦の大量配備と航空母艦の建造を中心とした戦力増強に努め、1970年代には西側に伍するとも劣らぬものにまで海軍力を成長させた。これはソ連への留学の際のゴルシコフの教え子で後に中国で「近代海軍の父」「空母の父」と呼ばれる劉華清にも影響を与えることとなった。

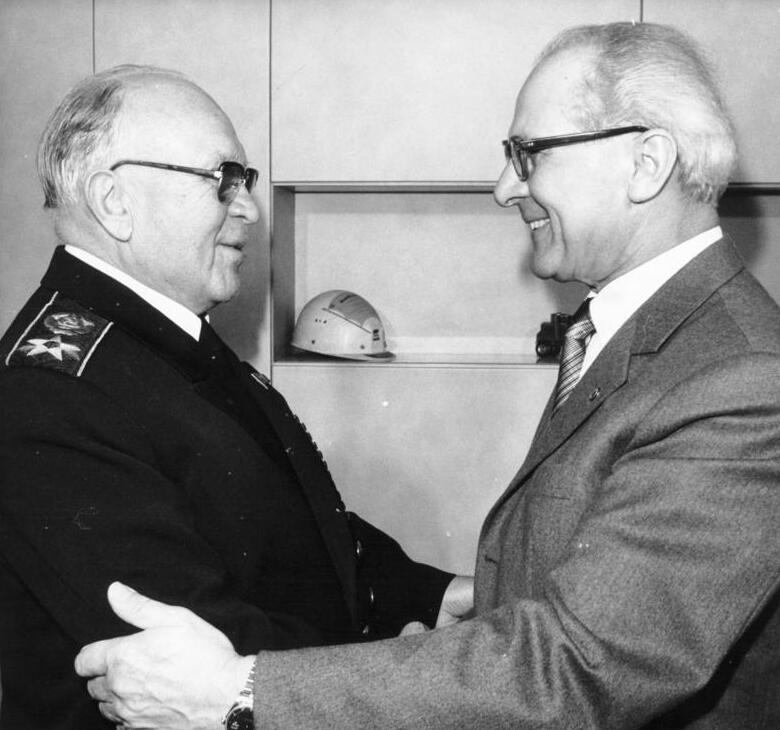
ゴルシコフと東ドイツの指導者エーリヒ・ホーネッカーの会談（1980年）

1985年から国防省監察総監。

## パーソナル
ソ連邦英雄（1965年、1982年）。ソ連国家賞（1980年）、レーニン賞（1985年）を受賞。セヴァストポリ、ウラジオストク、ベルジャンスク、エイスク等の名誉市民。
航空巡洋艦、海軍中央病院、コロムナ市の学校、モスクワ州クパヴィナ町の通り、ノヴォロシースク市の工業経済中学校、地区に彼の名前が付けられた。コロムナ市とノヴォロシースク市には、記念碑が建てられた。

## 著書
- 『国家の海洋力』（Морская мощь государства）：国内外で最も流布しているもの。

　　　（邦訳、町屋俊夫訳『研究資料82RT－11R　国家の海洋力』〔防衛研修所、1982年〕）
- 『艦隊戦列において』（Во флотском строю；ロゴス、1996年）
- 『ソ連海軍戦略』（宮内邦子訳，原書房，1978年、論文「戦時と平時の海軍」の翻訳）
  - 改題新版『ゴルシコフ　ロシア・ソ連海軍戦略』（宮内邦子訳，原書房，2010年、生誕100年記念出版）